# Xenarescus monoceros
Xenarescus monoceros es una especie de insecto coleóptero de la familia Chrysomelidae. Fue descrita científicamente en 1808 por Olivier.